# Romeo Ferraris
Romeo Ferraris é uma equipe italiana de tuning e automobilismo com sede em Milão, Itália. A equipe tem competido na TCR International Series, desde 2016. Tendo previamente competido na Superstars Series e no Campeonato Italiano de Carros de Turismo, entre outros.
A equipe também compete atualmente no campeonato mundial da FIA eTouring Car World Cup, que se foca em corridas de circuito para carros de corrida exclusivamente elétricos.